# Arex (Star Trek)

Arex la bordul USS Enterprise, Star Trek: Seria animată

Locotenentul Arex, (voce interpretată de James Doohan), a fost un personaj fictiv din serialul Star Trek: Seria animată care a fost transmis prima oară pe NBC în perioada 1973 - 1974.
Arex este un ofițer al Flotei, servind pe USS Enterprise ca navigator. Aparține unei specii extraterestre de tripozi (Edosieni) și are trei brațe și trei picioare. Arex rareori a plecat de pe navă împreună cu echipele care se teleportau la sol.  
Apare prima oară în episodul „Dincolo de cea mai îndepărtată stea”, vorbește pentru prima oară în episodul „Una dintre planetele noastre lipsește”.
1. ↑  Navigators (în engleză)